# Keturiasdešimt Totorių

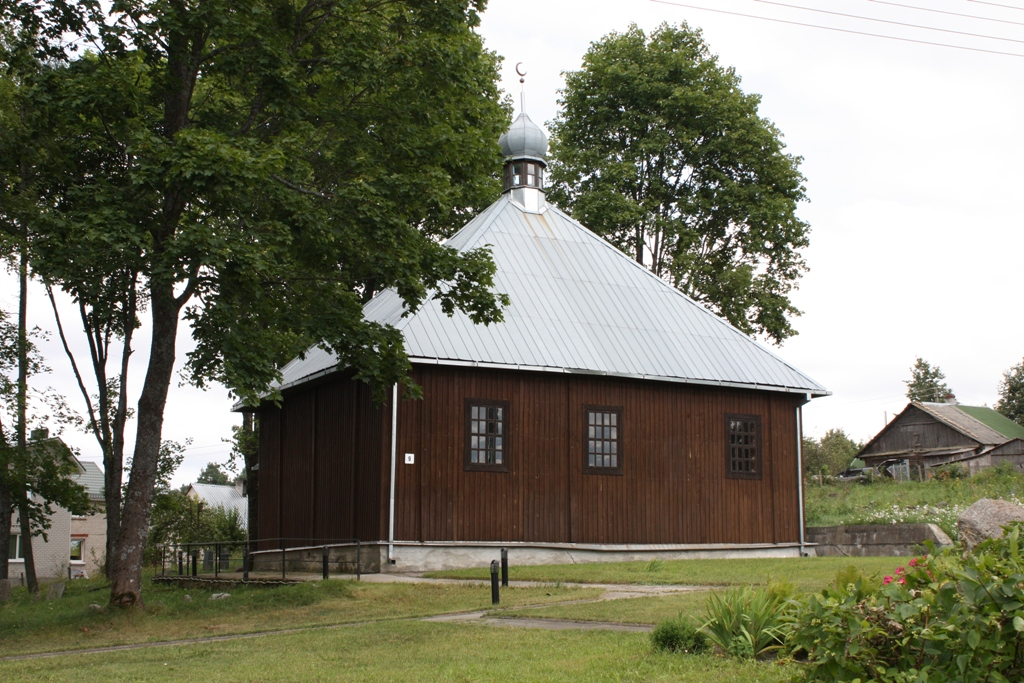
Mosquée du village.

Keturiasdešimt Totorių (les Quarante Tatars, en polonais : Sorok Tatary) est un village de Lituanie situé dans le district de Trakaï (à 20 km de Vilnius).
Comme son nom l'indique, la commune est majoritairement peuplée par des Tatars (130 personnes sur 150, soit 87 %). 

## Histoire

### Lieux touristiques
Keturiasdešimt Totorių est un très beau village construit en bois, où l'on trouve notamment une mosquée et un cimetière musulman.